# Yeouido (metropolitana di Seul)
Yeouido (여의도역 - 汝矣島驛, Yeouido-yeok ) è una stazione della metropolitana di Seul, interscambio fra la linea 5 e la linea 9 della metropolitana di Seul. La stazione si trova nel quartiere di Yeongdeungpo-gu, sull'isola di Yeouido.
A partire dal 2019 la stazione dovrebbe diventare interscambio per la linea Sinansan in costruzione.

## Linee
SMRT
● Linea 5 (Codice: 526)
Seoul Metro 9
● Linea 9 (Codice: 915)

### Linee future
Korail
■ Linea Sinansan (2019)

## Struttura
La stazione possiede quattro mezzanini, due per ciascuna linea, al primo piano interrato. La linea 5 si trova al quarto piano interrato, con due marciapiedi laterali e due binari passanti con porte di banchina. La linea 9 è al secondo piano interrato, con un marciapiede a isola e due binari passanti, anch'essi con porte di banchina. Su entrambe le linee sono presenti scale mobili e ascensori.
Linea 5
| Direzione Sangil-dong/Macheon | ● Linea 5 | per Gongdeok, Jongno 3-ga, Wangsimni, Sangil-dong e Macheon |
| Direzione Banghwa             | ● Linea 5 | per Yeongdeungpo-gucheong, Gimpo Aeroporto e Banghwa        |

Linea 9
| Per Gaehwa      | ■ Linea 9 | Espressi e locali per Dangsan, Gimpo Aeroporto e Gaehwa                       |
| Per Sinnonhyeon | ■ Linea 9 | Espressi e locali per Noryangjin, Dongjak, Express Bus terminal e Sinnonhyeon |

## Stazioni adiacenti
| «          | Servizio | »          |
| Linea 5    | Linea 5  | Linea 5    |
| ---------- | -------- | ---------- |
| Singil     | -        | Yeouinaru  |
| Linea 9    |          |            |
| Parlamento | Locale   | Saetgang   |
| Dangsan    | Espresso | Noryangjin |